# 이우진 (가수)
이우진(2003년 4월 2일 ~ )은 대한민국의 남성 록 음악 가수이고 前 록 음악 밴드 더 이스트라이트의 구성원이다.

## 주요 이력
경기도 성남에서 출생하였고 지난날 한때 경기도 수원에서 잠시 유아기를 보낸 적이 있으며 그 훗날 서울에서 성장한 그는 2013년 엠넷 보이스키즈에서 활약하여 이름을 날렸다.
2013년, 영화 완전 소중한 사랑에서 조연 사랑이 역을 맡았다. 2016년 12월, 더 이스트라이트의 비공식 멤버로 활동하였다. 2017년 PRODUCE 101 시즌 2에 참가하였으나 최종 34위로 탈락하였다. 같은 해, 7월 4일 더 이스트라이트의 정식 멤버로 합류하였다.

## 학력
- 정자초등학교
- 방배중학교
- 리라아트고등학교 영상음악콘텐츠과

## 출연작

### 텔레비전 프로그램
- 칸타빌레 (2011)
- 보이스 키즈 (2013) - 참가자
- PRODUCE 101 시즌 2 (2017년 4월 7일~6월 9일) - 참가자(1~10회)

### 영화
- 완전 소중한 사랑 (2013) - 사랑이 역
- 상의원 (2014) - 작은 왕자 역

### 뮤직비디오
- "Everybody" (2017, 클론 곡)